# Réticulum endoplasmique lisse
Pour les articles homonymes, voir REL.

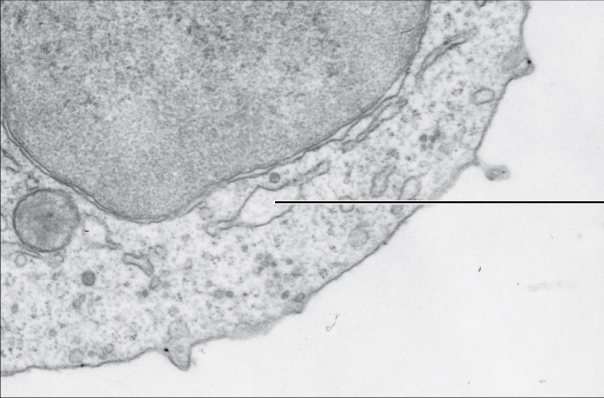
Réticulum endoplasmique lisse (REL)

Le réticulum endoplasmique lisse (REL) est un organite présent dans les cellules des eucaryotes. C'est un réticulum endoplasmique dont la membrane est lisse, en raison de l'absence de ribosomes, contrairement au RE granuleux.

## Localisation et organisation
Le réticulum endoplasmique lisse est présent dans l'immense majorité des cellules, avec une abondance variable. Dans certaines cellules, comme celle productrice d’hormones stéroïdes et la cellule musculaire, il est plus abondant et plus développé[Comment ?].
Dans le réticulum endoplasmique lisse, les cavités apparaissent dépourvues d’éléments visibles au microscope électronique ; mais il y a un nombre très important de métabolites et très complexes impliqués dans ses fonctions (enzymes, calcium, etc.)[pas clair].
La localisation du réticulum endoplasmique lisse à l’intérieur d’une cellule n’est pas spécifique, contrairement au réticulum endoplasmique granuleux.

## Fonctions
Certaines fonctions sont communes à pratiquement toutes les cellules ; tandis que d'autres sont spécifiques à certains types cellulaires :

### Fonctions communes

#### Synthèse des phospholipides membranaires
Le REL est impliqué dans la synthèse des phospholipides membranaires et joue donc un rôle clé dans le renouvellement du système cytomembranaire (synthèse de la bicouche phospholipidique).
Transport des produits surtout les protéines.

#### Régulation du calcium
Il intervient également dans le stockage et relargage du calcium (muscles, neurones, ovocytes, cellules du tube digestif…). À travers cette régulation du flux calcique, le REL intervient dans des fonctions majeures de l’organisme comme la contraction musculaire, la libération de neurotransmetteurs, la régulation de la transcription de certains gènes, la régulation du métabolisme de certaines enzymes cytoplasmiques qui sont sensibles aux concentrations calciques.
Cette régulation de la concentration en calcium se fait par l’intermédiaire de deux types de transporteurs de calcium : la famille des récepteurs de la ryanodine et la famille des récepteurs à l’IP3 présent dans le REL.
Le REL stockant le calcium est aussi appelé calciosome.

#### Transformation de molécules
Le Réticulum Endoplasmique Lisse joue aussi un rôle dans la transformation d’un certain nombre de molécules (extérieures à l’organisme, comme les médicaments, l’alcool (éthanol), ou propre à l’organisme). Ce phénomène de détoxification et de solubilisation des molécules s’exerce par des familles d’enzymes comme celle du cytochrome P450.
Ces mécanismes permettent soit d’inactiver une molécule soit d’activer une autre molécule et donc permettent la transformation d'une molécule en une autre molécule par phénomène de peroxydation.
Par exemple, l'élimination de l’éthanol de l’organisme se fait par ce phénomène de détoxification (molécule active → molécule inactive).
Certaines substances deviennent cancérigènes à travers ces systèmes de transformation.
Ex : élimination des dérivés de l’Hb à travers la production de constituants de la bile et en particulier de la production de bilirubine au niveau du foie.

### Fonctions spécifiques
Certaines de ses fonctions sont restreintes à certaines cellules :

#### Production hormonale
Il contribue à la production des hormones stéroïdes sexuelles et surrénaliennes.

#### Production de glucose
Il participe à la production de glucose par la présence à l’intérieur du REL de la Glucose-6-phosphatase. Cette contribution se déroule au niveau du foie et permet la production du glucose à partir du glycogène hépatique. Le REL joue un rôle important dans la régulation de la glycémie.
La glycogénose est une maladie métabolique, liée à l’absence de Glucose-6-phosphatase conduisant à des troubles importants de la glycémie et une accumulation de glycogène au niveau du foie.

#### Production d'acide chlorhydrique
Le REL participe à la production d’acide chlorhydrique au niveau de l’estomac (épithélium gastrique). On y trouve un REL très développé et cette production contribue à créer une acidité gastrique et donc constitue un élément majeur des phases primitives de la digestion.
Des anomalies de la production d’acide chlorhydrique peuvent conduire à une forme d’ulcère de l’estomac mais on peut aussi soigner ces ulcères en jouant sur la production d’acide chlorhydrique.

## Réactions chimiques produites par le REL

### Synthèse de la phosphatidylcholine
Le Réticulum Endoplasmique Lisse est le lieu de synthèse de la lécithine.
La fabrication de ce phospholipide se fait en 3 temps et nécessite: 
- 2 Acyl-Coenzymes A
- 1 glycérol phosphate
- 1 CDP (cytidine di-phosphocholine)

Les sites actifs des enzymes entrant en jeu dans cette synthèse sont tous tournés vers le hyaloplasme.
La première réaction se fait au niveau de l'acyl-transférase. Les queues hydrophiles se séparent du CoA et viennent se fixer sur le glycérol (tri-alcool liquide). À ce moment-là, deux alcools sont alors en liaison avec ces queues, le troisième est lié au phosphate.
La seconde réaction est l'élimination du groupement phosphate via une phosphatase.
La dernière réaction est l'incorporation de la choline. Elle se fait au niveau d'un choline-phosphotransférase.
La cytidine attachée à un phosphate est éliminée. Le phosphate restant, lié à la choline vient alors se greffer sur le dernier alcool libre.

### Détoxification
Sa fonction de détoxification est assurée par le cytochrome P450. Le Cyt P450 rend soluble les toxines hydrophobes en leur greffant un OH. Cette hydroxylation fait intervenir le cytochrome P450, un NADPH transférase et du dioxygène. Les toxines ainsi rendues hydrosolubles sont évacuées dans les urines et par voie sanguine.
Cette fonction peut cependant avoir des effets pervers. C'est le cas avec les benzopyrènes que l'on trouve dans les goudrons. Peu réactifs et dangereux en soi, ils deviennent des agents cancéreux très dangereux une fois modifié chimiquement, après une hydroxylation.